# Greyhound (Swedish House Mafia)
Greyhound is een single van de Zweedse groep Swedish House Mafia. Het nummer werd wereldwijd uitgebracht op 12 maart 2012 als de derde single van het album Until Now, uitgebracht als digitale download in de iTunes Store. Het lied is geproduceerd om een nieuw drankje voor Absolut, Absolut Greyhound te promoten.

## Videoclip
De videoclip bij de release van "Greyhound" werd op 13 maart 2012 op YouTube uitgebracht voor een totale lengte van drie minuten en tweeëntwintig seconden. De video is opgenomen in de Great Salt Lake Desert, Utah en begint met drie groepen mensen die uit drie auto's stappen, waarbij elke groep zijn eigen kleur heeft (blauw, geel en oranje). Vervolgens worden in een grote kamer Axwell, Angello en Ingrosso gezien, die zich alle drie op hun consoles positioneren. Vervolgens creëren ze met een elektrische lading gekleurde bubbels om zich heen. Axwell is geel, Angello is oranje en Ingrosso is blauw en ze zijn verbonden met drie robothonden, drie windhonden. Een mooie Bianca Balti plaatst een bolvormige virtuele haas op de grond, die heel snel start en de drie windhonden beginnen hem te achtervolgen. Aan het einde van de race wint de hond die wordt bestuurd door Axwell en wordt er een foto-finishfoto gemaakt en weggeblazen in de woestijn. De video bevat ook het merk Absolut.

## Tracklist
| Nr. | Titel                  | Duur |
| --- | ---------------------- | ---- |
| 1.  | Greyhound              | 6:51 |
| 2.  | Greyhound (Radio Edit) | 3:36 |

## Hitnoteringen

### Nederlandse Top 40
| Hitnotering: 14-04-2012 t/m 21-05-2012 | Hitnotering: 14-04-2012 t/m 21-05-2012 | Hitnotering: 14-04-2012 t/m 21-05-2012 | Hitnotering: 14-04-2012 t/m 21-05-2012 | Hitnotering: 14-04-2012 t/m 21-05-2012 | Hitnotering: 14-04-2012 t/m 21-05-2012 | Hitnotering: 14-04-2012 t/m 21-05-2012 | Hitnotering: 14-04-2012 t/m 21-05-2012 | Hitnotering: 14-04-2012 t/m 21-05-2012 |
| Week:                                  | 1                                      | 2                                      | 3                                      | 4                                      | 5                                      | 6                                      | 7                                      |                                        |
| -------------------------------------- | -------------------------------------- | -------------------------------------- | -------------------------------------- | -------------------------------------- | -------------------------------------- | -------------------------------------- | -------------------------------------- | -------------------------------------- |
| Positie:                               | 29                                     | 25                                     | 18                                     | 23                                     | 24                                     | 33                                     | 35                                     | uit                                    |

### NederlandseSingle Top 100
| Hitnotering: 17-03-2012 t/m 14-07-2013 | Hitnotering: 17-03-2012 t/m 14-07-2013 | Hitnotering: 17-03-2012 t/m 14-07-2013 | Hitnotering: 17-03-2012 t/m 14-07-2013 | Hitnotering: 17-03-2012 t/m 14-07-2013 | Hitnotering: 17-03-2012 t/m 14-07-2013 | Hitnotering: 17-03-2012 t/m 14-07-2013 | Hitnotering: 17-03-2012 t/m 14-07-2013 | Hitnotering: 17-03-2012 t/m 14-07-2013 | Hitnotering: 17-03-2012 t/m 14-07-2013 | Hitnotering: 17-03-2012 t/m 14-07-2013 | Hitnotering: 17-03-2012 t/m 14-07-2013 | Hitnotering: 17-03-2012 t/m 14-07-2013 | Hitnotering: 17-03-2012 t/m 14-07-2013 | Hitnotering: 17-03-2012 t/m 14-07-2013 | Hitnotering: 17-03-2012 t/m 14-07-2013 | Hitnotering: 17-03-2012 t/m 14-07-2013 | Hitnotering: 17-03-2012 t/m 14-07-2013 | Hitnotering: 17-03-2012 t/m 14-07-2013 | Hitnotering: 17-03-2012 t/m 14-07-2013 |
| Week:                                  | 1                                      | 2                                      | 3                                      | 4                                      | 5                                      | 6                                      | 7                                      | 8                                      | 9                                      | 10                                     | 11                                     | 12                                     | 13                                     | 14                                     | 15                                     | 16                                     | 17                                     | 18                                     |                                        |
| -------------------------------------- | -------------------------------------- | -------------------------------------- | -------------------------------------- | -------------------------------------- | -------------------------------------- | -------------------------------------- | -------------------------------------- | -------------------------------------- | -------------------------------------- | -------------------------------------- | -------------------------------------- | -------------------------------------- | -------------------------------------- | -------------------------------------- | -------------------------------------- | -------------------------------------- | -------------------------------------- | -------------------------------------- | -------------------------------------- |
| Positie:                               | 52                                     | 30                                     | 28                                     | 15                                     | 15                                     | 12                                     | 24                                     | 24                                     | 32                                     | 30                                     | 49                                     | 50                                     | 55                                     | 63                                     | 69                                     | 63                                     | 71                                     | 77                                     | uit                                    |

### VlaamseUltratop 50
| Hitnotering: 24-03-2012 t/m 16-06-2012 | Hitnotering: 24-03-2012 t/m 16-06-2012 | Hitnotering: 24-03-2012 t/m 16-06-2012 | Hitnotering: 24-03-2012 t/m 16-06-2012 | Hitnotering: 24-03-2012 t/m 16-06-2012 | Hitnotering: 24-03-2012 t/m 16-06-2012 | Hitnotering: 24-03-2012 t/m 16-06-2012 | Hitnotering: 24-03-2012 t/m 16-06-2012 | Hitnotering: 24-03-2012 t/m 16-06-2012 | Hitnotering: 24-03-2012 t/m 16-06-2012 | Hitnotering: 24-03-2012 t/m 16-06-2012 | Hitnotering: 24-03-2012 t/m 16-06-2012 | Hitnotering: 24-03-2012 t/m 16-06-2012 | Hitnotering: 24-03-2012 t/m 16-06-2012 | Hitnotering: 24-03-2012 t/m 16-06-2012 | Hitnotering: 24-03-2012 t/m 16-06-2012 |
| Week:                                  | 1                                      | 2                                      | 3                                      | 4                                      | 5                                      | 6                                      | 7                                      | 8                                      | 9                                      | 10                                     | 11                                     | 12                                     | 13                                     | 14                                     |                                        |
| -------------------------------------- | -------------------------------------- | -------------------------------------- | -------------------------------------- | -------------------------------------- | -------------------------------------- | -------------------------------------- | -------------------------------------- | -------------------------------------- | -------------------------------------- | -------------------------------------- | -------------------------------------- | -------------------------------------- | -------------------------------------- | -------------------------------------- | -------------------------------------- |
| Positie:                               | 9                                      | 13                                     | 22                                     | 20                                     | 20                                     | 27                                     | 27                                     | 22                                     | 22                                     | 27                                     | 27                                     | 38                                     | 35                                     | 43                                     | uit                                    |